# Friville-Escarbotin
Friville-Escarbotin là một xã ở tỉnh Somme, vùng Hauts-de-France, Pháp.

## Địa lý
A larger than average town, for this department, Xã này tọa lạc trên đường D2 và đường D229, khoảng 13 dặm Anh về phía tây của Abbeville.

## Dân số
| 1962                                                           | 1968 | 1975 | 1982 | 1990 | 1999 |
| -------------------------------------------------------------- | ---- | ---- | ---- | ---- | ---- |
| 4076                                                           | 4363 | 4693 | 4844 | 4737 | 4646 |
| Số liệu điều tra dân số từ năm 1962, dân số không tính hai lần |      |      |      |      |      |